# Srilankametrus indus
Espèce
Synonymes
- Scorpio indus de Geer, 1778
- Heterometrus indus (de Geer, 1778)
- Scorpio ceylonicus Herbst, 1800
- Buthus megacephalus C. L. Koch, 1836
- Scorpio crassimanus Becker, 1880
- Heterometrus indus laevitensus Couzijn, 1981

Srilankametrus indus est une espèce de scorpions de la famille des Scorpionidae.

## Distribution
Cette espèce est endémique du Sri Lanka.

## Description
Srilankametrus indus mesure de 90 à 130 mm.

## Systématique et taxinomie
Cette espèce a été décrite sous le protonyme Scorpio indus par de Geer en 1778. Elle est placée dans le genre Heterometrus par Kraepelin en 1899 puis dans le genre Srilankametrus par Prendini et Loria en 2020.

## Étymologie
Son nom d'espèce lui a été donné en référence au lieu de sa découverte, les Indes.

## Publication originale
- de Geer, 1778 : Mémoires pour servir à l'histoire des Insectes. Stockholm, vol. 7, p. 337—349.